# Златая ЦѢпь
Златая ЦѢпь («Золотий Ланцюг») — збірник, що має повну назву «Книгы глаголемыя Златая Чепь, на поученіе всЂміі крестьяномь» («Книга Золотий Ланцюг для поучення всіх християн»). За поученнями про віру і любов тут вміщено розділи про піст, сусідів, монастирі, єпископа, священиків, князів, приятелів, рабів, жінок та ін. З творів проповідників що служили на теренах сучасної України увійшли писання Кирила Туровського і Серапіона. Належав до найважливіших компілятивних збірників.